# Aeródromo de San Luis
El Aeródromo de San Luis es un aeródromo perteneciente al Ministerio de Defensa y autorizado mediante contrato para un uso privado dedicado a la aviación deportiva situado en el municipio de Mahón (Menorca, España) donde tiene su sede el Aeroclub de Menorca. Está situado en el km 2 de la carretera Mahón a San Luis.
Consta de una escuela de aviación como eje fundamental de la entidad. En él se realizan actividades como el Rally Aéreo de carácter anual, vueltas aéreas por Menorca, excursiones aéreas a Mallorca, exhibiciones aéreas, vuelos acrobáticos y práctica de aeromodelismo. El Aeroclub de Menorca participa en certámenes y exposiciones aeronáuticas de ámbito nacional e internacional, de manera que en junio de 2006 se realizó la salida de la primera etapa de la Vuelta Aérea a España.
Cabe destacar las colaboraciones especiales que el Aeroclub mantiene con el Consejo Insular de Menorca e IBANAT para la vigilancia forestal, y con la sección de ciencias naturales del Instituto Menorquín de Estudios (IME).

## Historia

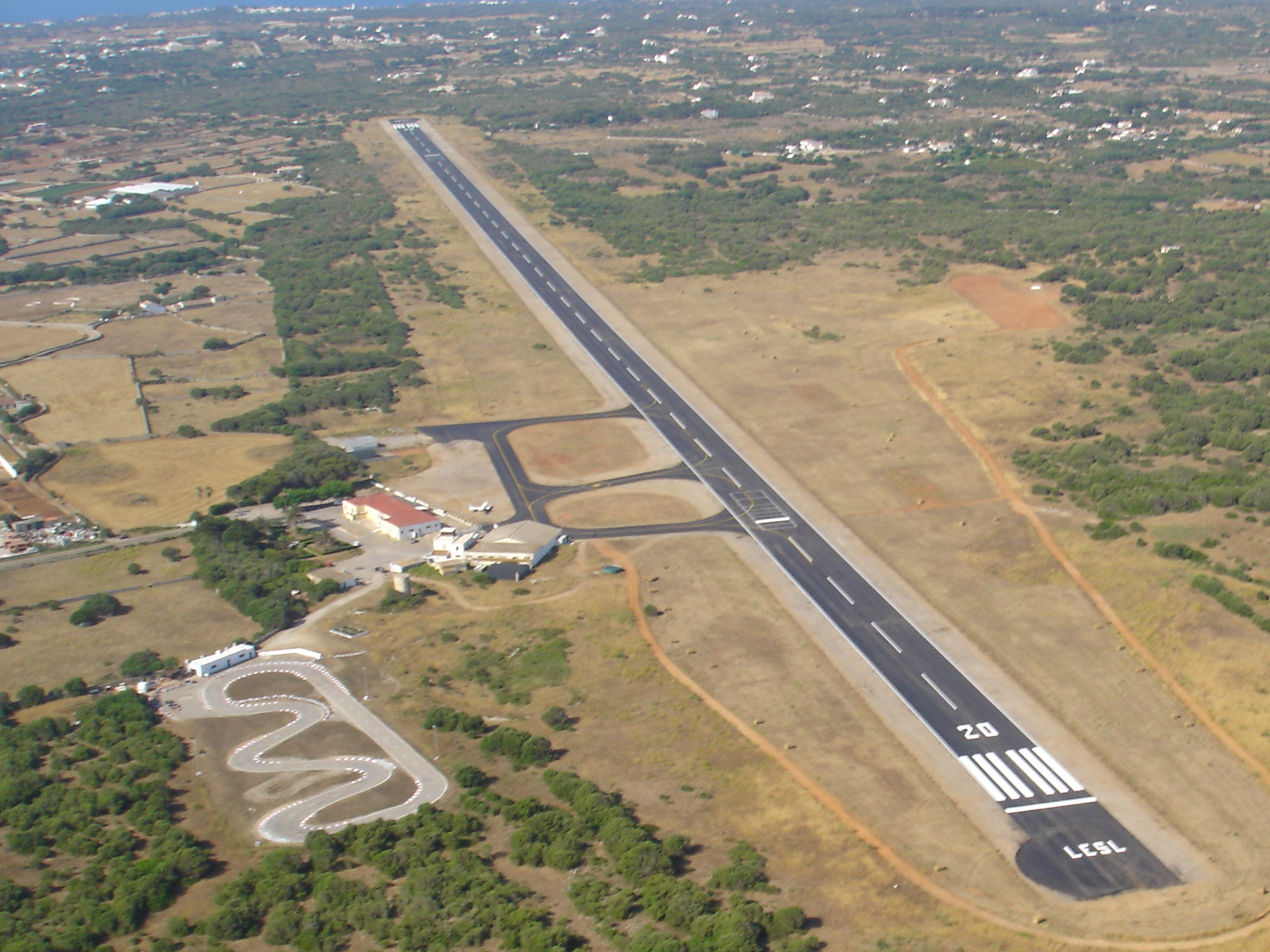
Aeroclub de Menorca.

El comienzo del aeródromo de Menorca viene marcado por la guerra civil española y la necesidad de contar con un campo de aviación militar en la isla. En el verano de 1936 se inicia la obra de explanación del campo de aviación. Al concluir la contienda en 1939, la pista dispone de 850 metros útiles. El primer avión en aterrizar es un caza biplano Fiat, procedente de Palma de Mallorca.
Durante la década de los cuarenta, hacen uso del campo de vuelos, de manera esporádica, algunos aviones de la base aérea de Son San Juan de Mallorca y otros aparatos averiados que se ven obligados a aterrizar en la pista de San Luis. En julio de 1949, el Ministerio del Aire accede a abrir el aeródromo al tráfico aéreo civil, nacional completo, internacional de turismo y escalas técnicas del tráfico internacional. En agosto del mismo año se realiza el vuelo inaugural de la compañía Aviaco procedente de Barcelona, con el que se establece la línea Barcelona-Mahón, que se cubre durante los primeros años con aparatos Bristol 170.
En 1959 y 1961 se hacen ampliaciones de la pista hasta los 1800 metros de longitud, la cual cosa convertirá posteriormente al Aeroclub de Menorca con el aeroclub con la pista más larga de Europa. La puesta en servicio, por parte de la compañía Aviaco, de los DC-4 obliga a iniciar nuevas obras de ampliación. En septiembre de 1965 se cambia oficialmente la denominación de Aeropuerto de San Luis por la de Mahón.
El crecimiento del tráfico turístico y el aumento de vuelos chárter, así como la circunstancia de que los nuevos aviones reactores exigen pistas más largas, hace que se plantee la necesidad de construir un nuevo aeropuerto en la isla.
El Plan General de Aeropuertos y Rutas Aéreas 1963-1967 afecta en gran medida a Menorca. Este plan estima que hasta 1967 las instalaciones del aeropuerto de San Luis pueden atender el tráfico previsto, pero que a partir de 1968 es necesaria la construcción de un nuevo aeropuerto para poder atender a los reactores de tipo medio. El incremento del tráfico aéreo y el enorme interés que demuestran las autoridades locales dan como resultado que las obras se inicien antes de lo establecido y, así, en 1967 comienza la construcción del nuevo aeropuerto. Finalmente, el aeródromo se convierte en el año 1969 en el Real Aeroclub de Mahón, entidad que desde entonces se encarga de la conservación y mantenimiento de las instalaciones de la escuela de pilotos y aeromodelismo.

## Flota Aeronáutica

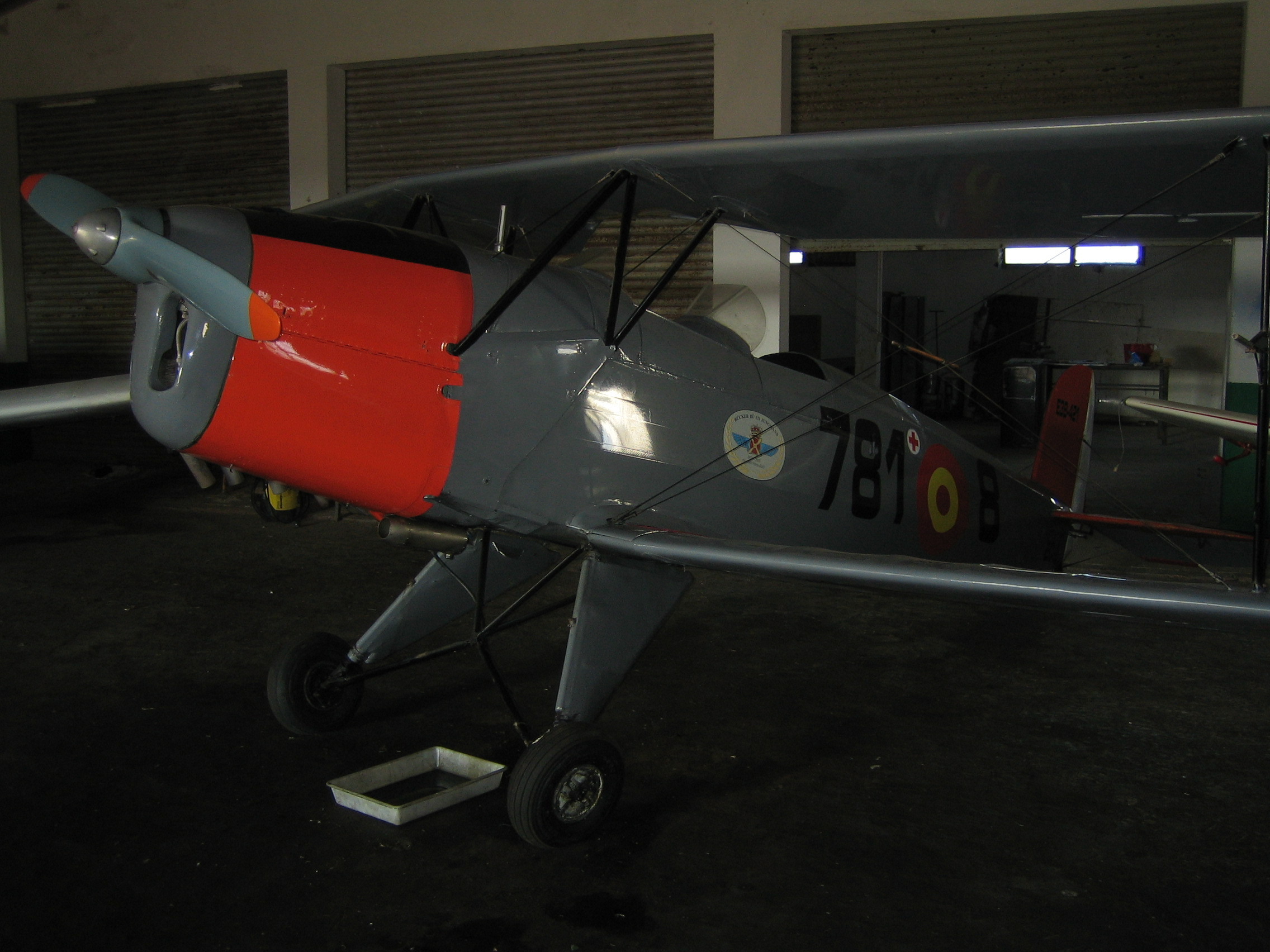
Bücker, biplano de escuela elemental.

El Aeroclub de Menorca mantiene una flota de cinco avionetas:
- Cessna 172 N con motor Lycomig 170 hp.
- Cessna 150 Aerobat con motor Continental Rolls Royce O-240A 125 hp.
- Aisa I-11-B con un motor Continental C-90 hp (primer vuelo 1953).
- Aisa I-115: Tipo: Avión. Designación del fabricante: I-115. Designación del ejército del aire: E-9. Misión: Enseñanza. Primer vuelo: 1952. Entrada en servicio en España: 1956. Fabricante: Aeronáutica Industrial S.A. País de origen: España. Dimensiones: 7,35 m 9,54 m 2,10 m Peso: 650 kg 990 kg  Velocidad: 229 km/h 195 km/h. Autonomía: 800 km 3,5 horas. Motores: emansa tigre g-ivb lineal. Empuje: 150 CV. Techo máximo: 4.300 m con un motor Emansa Tigre 150 hp.
- Bücker: Avioneta biplano de escuela elemental, de dos cabinas abiertas, que ha estado en servicio en la Aviación española durante 50 años. Unas pocas avionetas llegaron a Sevilla en el otoño de 1936 con un motor de 80 CV, pero todas las siguientes importadas durante la Guerra Civil, hasta completar 50, trajeron el Hirth de 105 CV, que también montó CASA en sus primeras series. Las últimas 300, fabricadas en Cádiz, fueron equipadas con un motor español Tigre G-IV A, de 125 CV, con el que fueron remotorizadas 30 de las antiguas. Este ha sido el avión operado por el Ejército del Aire en mayor cantidad, con un total de 550 unidades nuevas (50 importadas y 500 fabricadas en España) y 30 reconstruidas.

## Escuela de Aviación

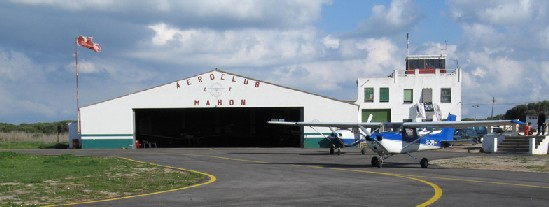
Hangar Aeroclub de Menorca.

Pocos años antes de que se fundara la entidad Aeroclub de Menorca, entidad que actualmente gestiona la escuela de pilotos, ya se impartían cursos para su formación. Actualmente, cada año se organizan jornadas de iniciación al vuelo o minicursos de vuelo con la finalidad de dar a conocer a las personas interesadas la sensación de poder pilotar un avión. Pero la parte importante de la escuela de aviación es el curso de piloto privado de avión que cada año se imparte con una duración de 60 horas de clases teóricas más 45 horas de vuelo particulares.
La escuela de aviación cuenta desde 1973 con el instructor el Dr. Vicente Roca Montanari, experimentado aviador con más de 7500 horas de vuelo a sus espaldas. En el año 2001 Vicente Roca adquiere la licencia de examinador de vuelo, lo que permite a la escuela de aviación ampliar sus actividades y aumentar el número de alumnos inscritos en cada curso, ya que hasta ese año tenía que venir un examinador de Palma de Mallorca para examinar a los alumnos.

## Banco de pruebas de equipos de Fórmula 1
Equipos de Fórmula 1 como Ferrari, Renault, McLaren y Toyota se desplazan al Aeródromo de Menorca durante la pretemporada para realizar pruebas de aerodinámica con el monoplaza.
La recta de 1.850 metros lo convierten en un emplazamiento único en Europa[cita requerida], además resulta un lugar en el que los equipos pueden trabajar con total tranquilidad y seguridad. Aunque el transporte del material de los equipos a la isla no resulta un excesivo problema para los equipos, esta es una actividad de carácter estacional del aeródromo ya que su función principal es la servir como instalación aeronáutica. Los días que la pista está alquilada a un equipo de Fórmula 1 se cierra el aeródromo a los vuelos, algo que es posible debido a los pocos aviones, pocos hangares y escaso tráfico que soporta.